# 溶融スラグ
溶融スラグ（ようゆうスラグ）は、廃棄物溶融スラグとも呼ばれ、廃棄物や下水汚泥の焼却灰等を1300 ℃以上の高温で溶融したものを冷却し、固化させたものである。近年では建設・土木資材としての積極的な活用が進められている。
溶融・固化することにより容積が減少し、最終処分場の延命を図ることができる他、高熱でダイオキシンや揮発性の重金属が無害化されるというメリットがある。このため1998年に厚生労働省は『新設の一般廃棄物焼却場には溶融固化設備を併設する事が望ましい』との通知を出し、自治体の設備が増加した。2006年にコンクリート用及び道路用の骨材として一般廃棄物処理場および下水汚泥の焼却灰を処理した溶融スラグのJIS規格、JIS A 5031・A 5032 が制定された。コストの面から、水砕し細骨材状にしてアスファルトやコンクリート二次製品に混入することが多い。身近な例では、コンクリート製のU型側溝やその蓋、歩道と車道の境界を示すブロックなどがある。

## 分類
溶融スラグは、その冷却方法により、水冷スラグ、空冷スラグ、徐冷却スラグの3つに大別される。

### 水砕スラグ
溶融した廃棄物を水中に投入する等の方法で急速に冷却・固化したもので、ガラス質・砂状の形態をとる。一般廃棄物焼却灰から生成される水砕スラグは、含有する鉄分により一般的に黒色を呈する。

### 空冷スラグ
溶融した廃棄物に空気を当てるまたは自然空冷したもので、ガラス質・小石サイズの形態をとる。水冷スラグと同様に、一般廃棄物焼却灰から生成られる場合一般的に黒色を呈する。

### 徐冷スラグ
溶融した廃棄物を温度管理しながら時間をかけて冷却したもので、結晶が成長することから結晶質・岩石状の形態をとる。徐冷スラグは物性が岩石に近く、一般的に水砕スラグや空冷スラグよりも強度があり、水砕スラグや空冷スラグよりも広い用途に活用できると言われている。一方で徐冷スラグの生成には水砕スラグや空冷スラグよりも設備のコストがかさむ事から、処理単価が高くなる事が欠点として挙げられている。

## 問題点
この種の製品は、かりにコンクリートが固化した後で不具合が生じても、製品出荷前の品質検査で不良品を取り除くことが可能であるのに対し、工事現場で使用される生コンクリートでは、施工中に不良が発生すれば工事に重大な支障をきたすことになる。このため、生コンクリートのJISにおいては、溶融スラグの使用は未だ認められておらず、生コンクリートに使用されることはまれである。
2008年には、神奈川県において、JISに違反して溶融スラグを使用した生コンクリートが出荷され、このコンクリートを使用した建築物でポップアウト（コンクリート表面の剥離現象）が発生した事件があり社会問題となった。しかしこれは、コンクリート(二次)製品のすべてにおいて同じような問題が生じているわけではないことからすると、すべての溶融スラグにポップアウトの危険がある訳ではなく、そのとき使用された溶融スラグに固有の不具合である可能性が高い。一般に、焼却場においては、ダイオキシン類の発生を抑制するため廃棄物に生石灰を添加する。これによって塩素は無害な塩化カルシウムとしてガラス化したスラグ中に固定される。一方、焼却時に添加される生石灰が過剰であると、スラグ中に残存した生石灰は、その後水と反応して消石灰になり、このとき体積が増大する。これがポップアウトの主な原因である。
理論上はごみ焼却場の溶融スラグのみならず、高炉や転炉から出る鉄鋼スラグ（不純物の硫黄やリンを除去するため生石灰を使用する）の再利用においても問題となりうる。しかし、製鉄においては、高炉に投入される原料は厳密に管理されており、副産物であるスラグの品質を一定にすることが可能であるため、製鉄スラグによってむしろ高品質あるいは高機能なコンクリートを得ることが可能であり高炉セメント、JISも定められている。
これに対し、焼却施設に持ち込まれる廃棄物の成分は、種類も多岐に渡り、かつ一定しておらず何が持ち込まれるか分からない。あらかじめ最適な生石灰の量を見積もることは困難であり、ダイオキシン抑制を優先して生石灰を多めに添加していることが、ポップアウトの可能性を高めている。
また産業廃棄物の焼却処理灰由来の溶融スラグや、高炉スラグ以外の溶鉱炉や転炉など金属精錬で発生するスラグは産業廃棄物であり、JISの規格品としての流通はなし得ていない。例外のひとつとしてフェロニッケル製造時に出る水砕スラグが「グリーン・サンド」としてJIS A 5031・A 5032および環境省令に則ったそのまま埋め立て骨材として使用可能なものとして製品化している。